# Kliwia cynobrowa

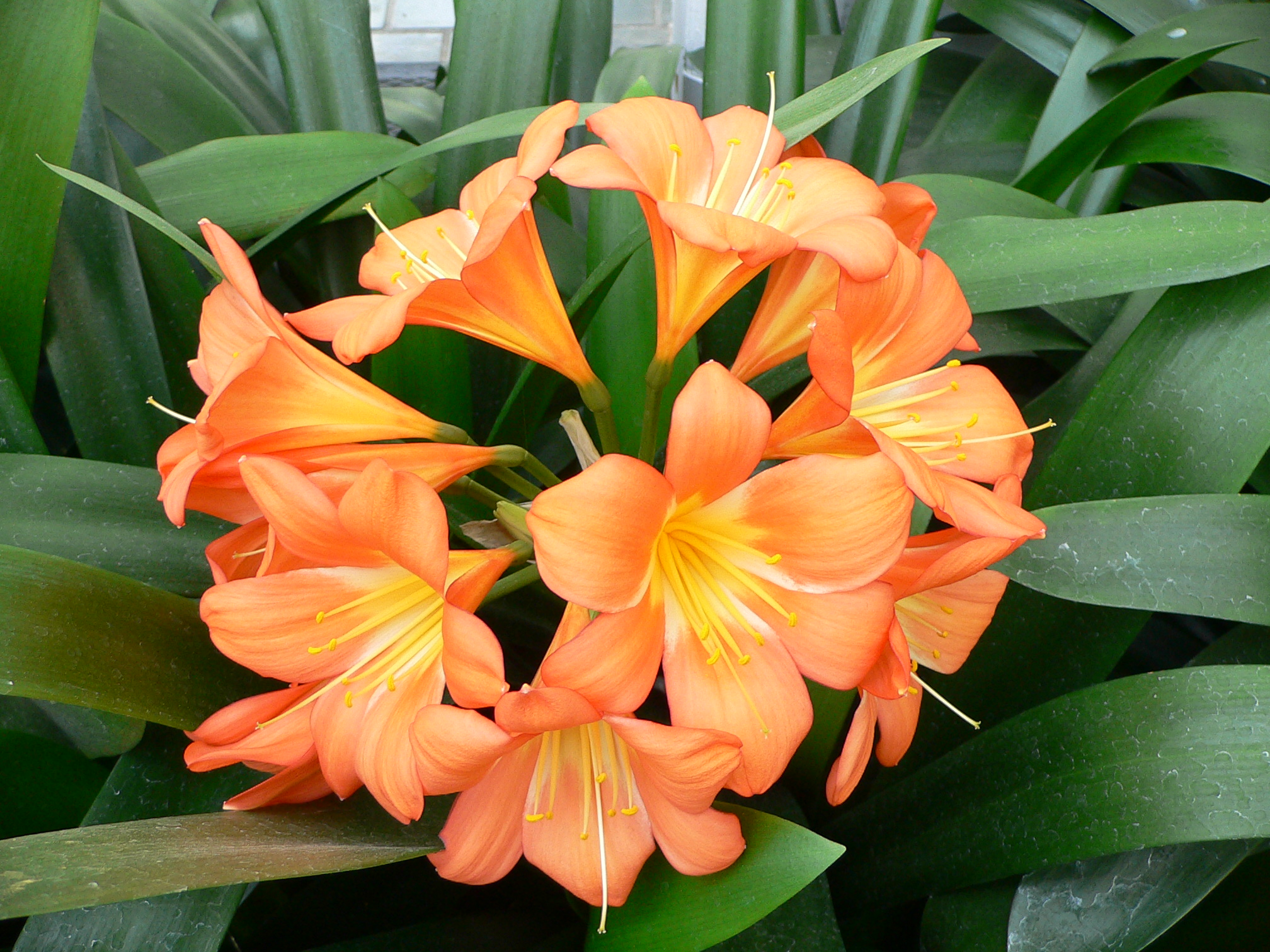
Kwiaty

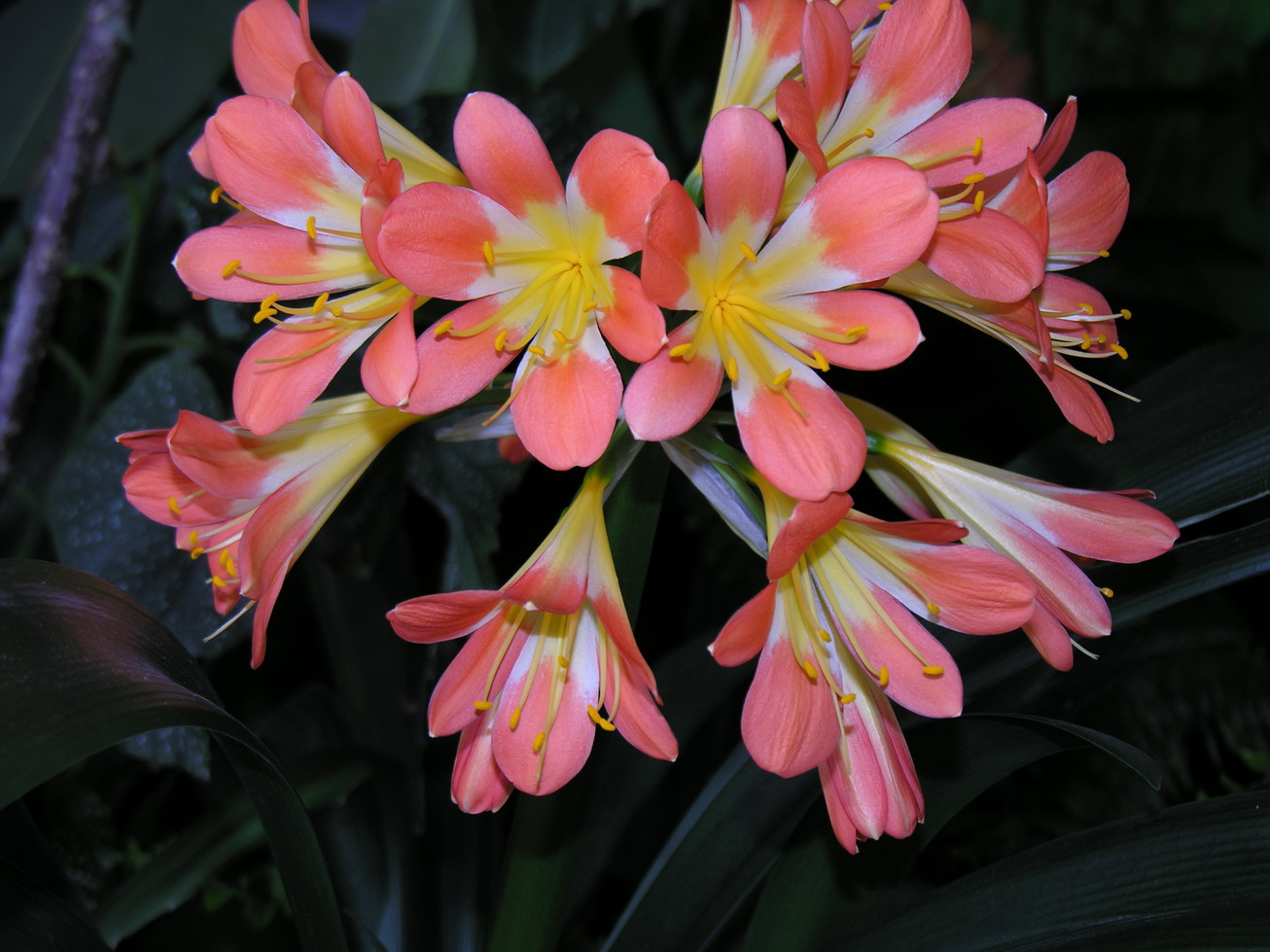
Odmiana o różowych kwiatach

Kliwia cynobrowa, kliwia pomarańczowa (Clivia miniata (Lindl.) Bosse.) – gatunek rośliny należący do rodziny amarylkowatych. Pochodzi z Afryki południowej i sprowadzona została do uprawy w Europie w 1854 roku. Niegdyś popularna roślina doniczkowa, obecnie rzadziej uprawiana.

## Morfologia i biologia
PokrójZ krótkiego pędu wyrastają gęste, naprzeciwległe liście spomiędzy których wyrasta na ok. 50 cm sztywny pęd kwiatonośny zwieńczony okazałymi kwiatami.
KorzeńW odróżnieniu od podobnych roślin z rodzaju zwartnica (Hippeastrum), kliwia wykształca pod ziemią mięsiste, jasne korzenie, a nie cebulę.
LiścieOsiągają 40–60 cm długości i 4–6 cm szerokości. Naprzeciwlegle ułożone, łukowato wygięte symetrycznie na dwie strony, u nasady przylegają do siebie. U starszych roślin nasady kolejnych par liści nakładają się tworząc zgrubiałą nasadę pędu na podobieństwo krótkiego pnia. Blaszka liści jest skórzasta, ciemnozielona.
KwiatyMają ok. 5 cm średnicy i kształt kielichowaty. W zależności od odmiany mają różną barwę od koralowej, poprzez różne odcienie czerwieni i pomarańczu, po kolor cytrynowożółty. Wyrastają w baldachach po 10–12 (rzadko do 20) na szczycie łodygi kwiatonośnej. Termin kwitnienia przypada na miesiące od lutego do kwietnia i kwiaty utrzymują się przez kilka tygodni. W dobrych warunkach roślina powtarza kwitnienie jesienią.
Roślina lekko trującaCała roślina jest trująca, ale szczególnie nasady liści i łodyga. Objawami zatrucia są: ślinotok, wymioty i biegunka, większe dawki mogą spowodować zapaść i śmierć.

## Nazewnictwo
Gatunek znany jest pod dwoma nazwami zwyczajowymi w języku polskim – jako kliwia cynobrowa lub pomarańczowa. Pierwsza nazwa proponowana jest w wydawnictwach specjalistycznych o charakterze słownikowym, podczas gdy druga dominuje w publikacjach ogrodniczych i popularnych. Łacińska nazwa rodzajowa Clivia nadana została na cześć Lady Clive, hrabiny Northumberland.

## Uprawa
Roślina uprawiana w Europie jako doniczkowa. Jest długowieczna i łatwa w uprawie. Wymaga stanowiska półcienistego lub widnego i zimowania w temperaturze ok. 10 °C (przetrzymywana stale w temperaturze pokojowej nie kwitnie). Rozmnażana jest za pomocą odrostów, pojawiających się na starszych roślinach i oddzielanych po osiągnięciu przez nie ok. 15 cm wysokości. Możliwe jest też rozmnażanie z nasion, ale ich dojrzewanie trwa ok. 10 miesięcy i nie zawsze zachowują one cechy osobnika matecznego. Ponadto jeżeli dopuści się do wytwarzania nasion, to roślina w następnym roku raczej nie zakwitnie. Stąd też, jeżeli nie zależy nam na nasionach, należy pęd kwiatowy po przekwitnieniu obciąć.  Zakurzone liście czyści się wilgotną szmatką.